# Arcadi García i Sanz
Arcadi Garcia i Sanz (la Vall d'Uixó, Plana Baixa, 1926 - 30 de juliol de 1998) va ser un historiador del dret i advocat valencià. Cofundador amb Joan Fuster i altres d'Acció Cultural del País Valencià.

## Biografia
Llicenciat en dret per la Universitat de València (1948), es doctorà el 1983 per la Universitat de Barcelona, amb la tesi El llibre del Consolat dins la història medieval del dret marítim català. Entre els anys 1949 i 1954 va treballar en l'organització de la biblioteca i dels arxius notarials de l'Arxiu Episcopal de Vic i col·laborà en la fundació de la revista Ausa. Fins al 1961 treballà en l'estudi de la documentació medieval i del dret local de la zona nord del País Valencià i començà el de diverses institucions de dret econòmic i mercantil sota la direcció de Ramon d'Abadal i de Vinyals.
Exercí un temps la professió d'advocat i fou professor d'Història del Dret i de les Institucions a la Universitat de València i del Col·legi Universitari de Castelló, des d'on impulsà la creació de la Universitat Jaume I (1991), i on fou degà de la Facultat de Ciències Jurídiques i Econòmiques. Formà part del consell de redacció del Boletín de la Sociedad Castellonense de Cultura i del consell assessor de la revista Drassana, del Museu Marítim de Barcelona. Col·laborà amb el Romanischer Seminar, de la Universitat de Basilea, en estudis històrics sobre dret marítim i dret valencià. Assessorà la redacció del reglament de les Corts Valencianes.
Fou membre corresponent de la Reial Acadèmia de Bones Lletres de Barcelona i de l'Institut d'Estudis Catalans. També formà part de la Institució Alfons el Magnànim, el Consell Valencià de Cultura i altres organismes. Entre d'altres, obtingué els premis Ferran Armengol (1974), Gumersind Bisbal (1981) i el Crítica Serra d'Or en edició d'obra catalana (1982) pel Llibre del Consolat del Mar, a més del Premi de les Lletres Valencianes (1990) i la Creu de Sant Jordi de la Generalitat de Catalunya (1995).
Al llarg de la seva vida va obtenir, entre d' altres, els següents premis i guardons:
- Premi Ferrán Armengol (1974)
- Premi Gumersindo Bisbal (1981)
- Premio Crítica Serra d'Or de Literatura y Ensayo (1982) por el Llibre del Consolat del Mar.
- Premi de les Lletres Valencianes de la Presidència de la Generalitat Valenciana (1990)
- Premi Creu de Sant Jordi de la Generalitat de Catalunya (1995).

## Obra[2][5]
- L'edició dels Furs de València i del Llibre del Consolat del Mar, tots dos en col·laboració amb Germà Colon,
- Institucions constitucionals del dret clàssic valencià
- Història de la Marina Catalana (1977)
- Societats mercantils medievals a Barcelona
- La Generalitat en els 750 anys d'història de poble valencià
- Asssegurances i canvis marítims medievals a Barcelona, en col·laboració amb Maria Teresa Ferrer i Mallol